# Patricio Yáñez
Patricio ("Pato") Nazario Yáñez Candia, född 20 januari 1961 i Quillota, är en chilensk före detta professionell fotbollsspelare (anfallare) som spelade 43 landskamper och gjorde fem mål för det chilenska landslaget mellan 1979 och 1994.